# 부림중학교
부림중학교(富林中學校)는 대한민국 경기도 안양시 동안구 관양동에 있는 공립 중학교이다.

## 학교 연혁
- 1992년 1월 8일 : 부림중학교 인가 (남, 여 공학)
- 1992년 3월 15일 : 교사 24실 (보통교실 20, 특별교실 4) 준공
- 1992년 9월 1일 : 부흥중학교로부터 1학년 9학급 인수
- 1992년 9월 1일 : 1, 2, 3학년 각 1학급씩 증설(계 12학급)
- 1992년 9월 1일 : 초대 심명옥 교장 취임
- 1993년 2월 10일 : 제1회 졸업식(남 3, 여 1)
- 2000년 12월 10일 : 급식소 준공
- 2001년 12월 31일 : 5교실 증축 준공
- 2008년 3월 1일 : 특수학급 편성
- 2011년 2월 28일 : 부림관(다목적 체육관) 준공
- 2022년 3월 1일 : 제12대 이정애 교장 취임
- 2024년 1월 5일 : 제32회 졸업식 258명(누계 14,024명)

## 참고 자료
- 부림중학교 - 한국교육학술정보원 학교알리미